# ЯМАС
ЯМАС (ивр. ימס‎) (ивр. יחידת מסתערבים‎ — «Йехидат Мистаарвим», буквально: Секретное Подразделение маскирующихся (арабами)) — спецподразделение пограничной полиции Израиля (МАГАВ).
«ЯМАС» было создано в 1987 году. Основная задача подразделения антитеррористическая деятельность, обеспечение государственной безопасности от внешних угроз, как правило, в приграничных областях и на палестинских территориях. Один из тактических приемов работы «ЯМАС» — маскировка бойцов под арабское население.
Многие бойцы владеют арабским языком, знают местные обычаи и обучены искусству камуфляжа, делающего их неотличимыми от арабского населения.